# Литургический румынский язык
Литурги́ческий румы́нский язы́к, или церко́вный румы́нский язы́к (рум. limba liturgică românească, româna liturgică / româna bisericească, старорум. румѫна бисѣричаскъ) — форма валашского языка, употреблявшаяся в валашских и молдавских православных, а затем и униатских церковных службах и ведении церковного делопроизводства в восточно-романских землях с XVI века. Характеризовался сильным церковнославянским влиянием при одновременном сохранении ряда латинских архаических терминов времён раннего христианства. Хотя достоверных следов распространения какого бы то ни было христианства в Римской Дакии 101—271 гг. пока не обнаружено, языковой анализ румынского языка, а также некоторые находки (Бьертанский дар IV века) позволяют судить о том, что христианизация оставшегося романского населения произошла в направлении с юга на север в IV—V веках, то есть до прихода славян. При этом ранний латинский обряд носил галло-римский характер до конца X века, когда его вытеснили православные культовые атрибуты.
Созданная в 1865 году Румынская православная церковь порывает с церковнославянской языковой традицией, и начинает использовать во время службы литургический румынский язык.

## Латинские архаизмы
- бисерикэ (церковь) (крайне архаичный термин)
- Думнезеу (Бог)
- круче (крест)
- ынӂер (ангел) (ӂ=g, j как в английских именах George, John)
- ботез (крещение)
- куминекаре
- мынека
- пэресимь
- веспяринэ
- преот
- тотдяуна = пуруря и др.

## Славянизмы
- службэ
- избэви
- сфынт (святой)
- жертфэ
- маслу
- духовническ
- неказ = скырбэ (оба славянизмы)
- милэ
- славэ
- рэскумпэрэтор = избэвитор
- майкэ

## Романо-славянские церковные дублеты
- acoperământ /акопeрэмынт/ = procovăț /проковэц/ — «покров»
- altar /алтар/ = jertfelnic /жертфелник/ — «алтарь»
- alunga /алунга/ = goni /гони/ — «изгонять»
- asupri /асупри/ = prigoni /пришлет/ — «преследовать»
- asuprire /асуприрe/ = năvălire /нэвэлирe/
- binecuvînta /бинекувынта/ = blagoslovi/благослови/
- ceată /чятэ/ = cin /чин/
- cerbice /чербиче/ = grumaz /грумаз/
- cumândă /кумындэ/ = pomană /поманэ/
- cumineca /куминека/ = împărtăși /ымпэртэши/, pricestui /причестуи/
- cuminecătură /куминекэтурэ/ = împărtășanie /ымпэртэшание/
- cuprinde /куприне/ = împila /ымпила/
- dezlegare /дезлегарe/ = otpust /отпуст/
- după-cinar /дупэ-чинар/ = pavecerniță /павечерницэ/
- împlini /ымплини/ = săvârși /сэвырши/
- împresura /ымпресура/ = obijdui /обиждуи/
- îndurare /ындураре/ = milostivire /милостивире/
- înserat = vecernie
- luminătoare, luminăndă = svetilnă
- laude = hvalite
- martir /мартир/ = mucenic /мученик/
- mări, mărire = slavă, slăvi
- mâneca = a se scula foarte de dimineață
- mânecat = utrenie
- mântui, mântuire = izbăvi, izbăvire
- miezo[a]ră = mijloceas
- necaz = scârbă
- nevoință = osârdie
- o[a]ră = ceas
- orologiu = ceaslov, polustav
- patrafir = epitrahil
- pănură = felon
- răutate, răutăcios = pizmă, pizmaș
- răscumpărător = izbăvitor
- sărac = ticălos
- scăpa, scăpare = izbăvi, izbăvire
- șerb = rob
- pururea = totdeauna
- viers = glas
- comoară = vistierie
- carte = cnigă[5]

## Имена
- Acaţiu (Акациу) = Акакие
- Блаж = Власие
- Laurenţiu (Лауренциу) = Lavrentie (Лаврентие)
- Sergiu (Серӂиу) = Serghie (Сергие)
- Vicenţiu (Vincenţiu) (Виченциу) = Vichentie (Викентие).